# Vincenzo Spadafora
Vincenzo Spadafora, né le 12 mars 1974 à Afragola, est un homme politique italien, membre du Mouvement 5 étoiles, 
De 2018 à 2022, il est député italien et conseiller de Luigi Di Maio.